# شاخه گل ۴
 شاخه گل ۴ نام یک آلبوم موسیقی اثر  غلامحسین بنان، هنرمند ایرانی است که در سبک  سنتی تهیه شده و دارای ۹ آهنگ است. 

## فهرست آهنگ‌ها
| ردیف | آهنگ                 |
| ۱    | آه سحر               |
| ۲    | همایون               |
| ۳    | جلوهٔ دلدار - چهارگاه |
| ۴    | خسته - سه‌گاه         |
| ۵    | نغمه همایون          |
| ۶    | نوای نی ـ دشتی       |
| ۷    | شب جوانی             |
| ۸    | شور                  |
| ۹    | تنها تویی ـ دشتی     |